# 国際ブラジリアン柔術連盟
国際ブラジリアン柔術連盟（こくさいブラジリアンじゅうじゅつれんめい、International Brazilian Jiu-Jitsu Federation / IBJJF）とは、ブラジリアン柔術の国際競技連盟の一つである。グレイシーバッハを率いるカーロス・グレイシーJrが中心となってブラジルで創設された。

## 大会
IBJJFはブラジリアン柔術の団体であるが、柔術衣を着ないで行うグラップリングの大会（「No-Gi」ノーギ、無着衣の意）も主催している。

### ブラジリアン柔術

#### 世界大会
- 世界柔術選手権
1996年より開催されている世界大会。

#### 国際大会
- 国際マスター柔術選手権
1999年より開催されている。

#### 地区大会
- ヨーロッパ柔術選手権
2004年より開催されている。
- パン柔術選手権
1996年より開催されている。元来は、パンアメリカ柔術選手権（通称：パンナム）という名称だったが、2008年に現在の名称に改称された。
- アジア柔術選手権
2006年より開催されている。

### グラップリング

#### 世界大会
- 世界ノーギ柔術選手権
2007年より開催されている。

#### 国際大会
- 国際マスター柔術ノーギ選手権

#### 地区大会
- ヨーロッパ柔術ノーギ選手権
2008年より開催されている。
- パン柔術ノーギ選手権
2008年より開催されている。

## 加盟団体
- ブラジル柔術連盟 (CBJJ)
- アメリカ合衆国柔術連盟 (USJJF)
- イタリア柔術連合 (UIJJ)
- 日本ブラジリアン柔術連盟 (JBJJF)
- フランス・ブラジリアン柔術連盟 (CFJJB)
- フィリピン・ブラジリアン柔術連盟 (BJJFP)

## 関連記事
- 国際柔術連盟 (JJIF)
- ブラジル柔術オリンピック連盟 (CBJJO) 消滅
- 国際グレイシー柔術連盟 (IGJJF)